# Масові розмноження комах
Ма́сове розмно́ження кома́х — надзвичайно різке зростання чисельності комах порівняно із звичайними її показниками. Причини, механізми й значення цих коливань є проблемою, яка протягом багатьох десятиліть займає одне з центральних місць в екологічних дослідженнях у всьому світі. Однак досі повторюваність спалахів масових розмножень деяких видів шкідливих комах ще залишається предметом роздумів, а закономірності їх майже не вивчені .

## З історії вивчення феномену
Давно помічено багаторічну повторюваність масових розмножень комах та інших тварин, які, як відомо, цікавили Р. А. Реомюра, Ч. Дарвіна та А. Р. Уоллеса, але закономірний характер цього явища вперше показав Ф. П. Кеппен на прикладі масових появ і міграцій шкідливих саранових в Росії та країнах Європи за період з 592 по 1866 рр.
У 1882 р. О. Ф. Брандт опублікував статтю «Про надмірне розмноженні комах з точки зору порушення рівноваги в природі». На думку автора, масові розмноження комах виникають внаслідок нераціонального обробітку людиною сільськогосподарських культур, однак для обґрунтування цього висновку О. Ф. Брандт не навів жодних доказів.
На початку минулого століття С. С. Четвериков в невеликій статті про "хвилі життя" вперше висловив думку про загальне поширення цього явища у світі рослин і тварин і вказав на його можливе еволюційне значення.
У 1908 р. Зімрот (1908), посилаючись на Северина (1908), вказав на 12-13-річну циклічність появи в'язового короїда. За Цедербауером (Zederbauer, 1911), масові розмноження шовкопряда-монашки, згідно зі спостереженнями за три століття, відбувається головним чином в сухі і теплі роки, які в багатьох випадках збігаються з кліматичними періодами Брікнера.

## Основні теорії, що пояснюють причини масових розмножень
На основі аналізу історичних даних, в середині двадцятих — початку тридцятих років минулого сторіччя екологами були висунуті теоретичні уявлення про періодичність масових розмножень (гризунів і комах), їх зв'язки і взаємодії з циклами сонячної активності, кліматом і природними ворогами. Для пояснення причин циклічних коливань чисельності було запропоновано декілька різних теорій: метеорологічна, випадкових коливань, теорія взаємодії популяцій (хижак — жертва, паразит — господар) і теорія трофічних рівнів;;.
Однак всі спроби зв'язати циклічні коливання чисельності з кліматичними факторами покищо залишаються безуспішними
Деякі зарубіжні екологи, наприклад Палмгрен (1949) і Коул (1954), схильні вважати, що популяційні цикли є наслідком взаємодії стохастичних (випадкових) змін і абіотичних, і біотичних факторів. «Якщо ця теорія вірна, то жоден з факторів не можна вважати важливішим від інших».
Теорія взаємодії популяцій здавалося б найбільш близька до істини, має давню історію, проте в літературі є цілий ряд відомостей, які її спростовують. Наприклад, в окремих регіонах мають місце багаторічні циклічні зміни чисельності дрібних гризунів там, де відсутні їх хижаки;;; та ін.)
Теорія трофічних рівнів (Pitelka, 1973) пояснює закономірності циклічних коливань чисельності тварин, у тому числі комах, круговоротом біогенних елементів (зокрема фосфору), що змінюють харчову цінність рослинності. Вона співзвучна трофічній теорії динаміки популяцій, що має чимало прихильників серед екологів.
У вітчизняній та зарубіжній екологічної літературі давно дискутується питання про зв'язок популяційних циклів комах та інших тварин з багаторічною динамікою сонячної активності.
Це питання, що виросло в теоретичну проблему про можливість використання показників сонячної активності як критерій для прогнозування появи шкідників сільськогосподарських культур, завжди торкався основи теорії динаміки популяцій.

## Масові коливання чисельності і активність Сонця
Перша спроба встановлення зв'язку масових розмножень комах з динамікою сонячної активності належить відомому російському екологу Ф. П. Кеппену. Проаналізувавши масові розмноження та міграції шкідливих саранових в Росії та країнах Європи майже за 1300-річний історичний період, він зіставив їх з багаторічною мінливістю сонячних плям. В монографії Ф. П. Кеппена «Про сарану та інших шкідливих прямокрилих» є зведена таблиця історії масових розмножень саранових за фазами сонячних циклів за вказаний період. З аналізу цієї таблиці він зробив висновок про те, що періоди з особливо сильними розмноження і подальшими міграціями азійської сарани в переважній більшості випадків починалися в епохи мінімумів сонячної активності, через рік після мінімуму або ж за рік до нього. Грандіозні спалахи чисельності саранових мали місце в 1333—1339, 1689—1693, 1800—1806, 1822—1829, 1855—1862 рр. Ці періоди, що тривали кілька років, закінчувалися на шостий, сьомий рік після мінімуму сонячних плям.
Через півстоліття до цієї проблеми знову звернувся М. М. Кулагін (1921). Систематизувавши історичні матеріали масових розмножень саранових в Росії і деяких країнах Європи в XVIII і XIX століттях і зіставивши їх з динамікою сонячних плям, він прийшов до висновку, що періодичність в динаміці чисельності саранових відсутня. Це пояснюється складністю тих чинників, які зумовлюють динаміку їх популяцій. Масові розмноження саранових частіше спостерігаються в теплі роки, ніж в холодні, хоча бувають і винятки.
У 1929 р. Б. П. Уваров звернув увагу на одночасність спалахів чисельності пустельної сарани в державах пустельно-степової зони Африки та Західної Азії, а також зазначив збіг їх з циклічної мінливістю сонячних плям.
Узагальнивши в 1930 р. хроніки масових розмножень лучного метелика в ЦЧО за 1854—1929 рр., М. М. Конаков констатував їх збіг з динамікою сонячної активності. Протягом 61 року, з 1854 по 1915 рр., спалахи чисельності цього шкідника мали місце п'ять разів (1855, 1867, 1889, 1901 і 1912 рр.) З суворою приуроченість до мінімуму сонячних плям або на рік, що передує йому. Тільки в 1878 р. (рік мінімуму) лучного метелика не було, але зате в масі з'явилися саранові, хлібні жуки, совка-гамма, непарний та сосновий шовкопряди. Починаючи ж з 1916 по 1922 рр. спалахи чисельності лучного метелика і азійської сарани спостерігалися щорічно, а в 1922 р. відзначено масове розмноження совки-гамми і яблуневої молі.
З середини 50-х років проблема сонячно зумовлених спалахів чисельності комах особливо інтенсивно розроблялася Н. С. Щербиновським, спочатку для пустельної сарани шистоцерки, а потім і для інших масових шкідників. Циклічність, як вказує Н. С. Щербиновський, одна з характерних сторін в життя і розмноженні пустельної сарани. За його даними, спалахи розмноження цього шкідника за минулі 150 років мали місце 13 разів з середніми проміжками між максимумами спалахів в 11,5 років. Крім того, спостерігалася строга синхронність в початку, перебігу і загасанні спалахів чисельності сарани на величезній території двох материків, від Індії до Марокко. Ці факти вказують, що розмноження шистоцерки залежить не тільки від екологічних умов місць її проживання, а й якихось процесів, що охоплюють цілі континенти і зумовлюють більш-менш аналогічні зміни екологічного середовища в постійних резерваціях шкідника, віддалених один від одного на десятки тисяч кілометрів. Основна причина циклічності масових розмножень пустельної сарани за Н. С. Щербиновським — зміна сонячної активності, що впливає на динаміку і циркуляційний режим атмосфери і, відповідно, погоду в зоні первинних осередків розмноження цього шкідника. Саме на ці зміни шистоцерка реагує циклічністю розмноження і міграціями зграй, що відлітають на тисячі кілометрів від своїх первинних осередків. Автор вважає, що в умовах саван, пустель і напівпустель еволюційно змінювалася форма існування шистоцерки та міграції її зграй як протягом кожного року, так і під час циклів масових її розмножень, які можуть бути оцінені як реакція виду на геологічний хід ритмів погодних умов в пустельних зонах основного її проживання.
В період мусонів, — пише Н. С. Щербиновський, — в посушливих районах тропічної зони починається бурхливий ріст рослинності, а це в свою чергу призводить до різкого збільшення чисельності сарани, утворення останньої стадної форми, яка здійснює далекі міграції. Автор показав, що міграціям властиві ті ж цикли, що і сонячної активності. Він рішучим чином відмітав всі антинаукові пояснення причин тимчасових масових розмножень і вимирань комах, як саморегулювання видового життя організмів або «рухливу рівновагу» між «господарями» і їх паразитами і прагнув діалектичними методами розкрити існуючі в природі матеріальні причини спостережуваних явищ, піднімаючи очі від земної поверхні в повітряне середовище, в якому трансформується енергія, що йде до нас від єдиного джерела енергії нашої планетної системи — Сонця"
Пізніше Н. С. Щербиновський (1960, 1964) розвинув уявлення про сонячно зумовлені спалахи чисельності всіх шкідливих комах, а для поліпшення методів довгострокового прогнозу масових розмножень рекомендував враховувати тричленну залежність і обумовленість, а саме:
- ритміку змін сонячної активності;
- режим циркуляції атмосфери, підлеглий не тільки обертанню Землі навколо осі, але і імпульсам хвильової та корпускулярної радіації Сонця;
- екологічні зміни в біоценозах, викликані мінливими в просторі і в часі сезонними змінами режиму погоди під впливом сонячної активності, атмосферної циркуляції, а також діяльності людини.

Основоположні роботи Н. С. Щербиновського з'явилися вагомим внеском у вирішення комплексної проблеми «Сонце — біосфера». Вони в свій час були високо оцінені О. Л. Чижевським . Однак серед ентомологів ці роботи в той час не отримали визнання, головним чином тому, що природознавство ще не мало переконливих доказів реальності зв'язків між Землею і космічним простором — проблемою дуже складною і мало знайомою екологам.
Детальні дослідження закономірностей змін чисельності непарного шовкопряда були виконані В. І. Бенкевичем. Він проаналізував хроніки масових розмножень цього шкідника в європейській частині СРСР за останні 100 років і показав їх зв'язок з сонячною активністю, циркуляційним режимом атмосфери, погодою і кліматом. Більшість спалахів чисельності непарного шовкопряда, як встановив автор, мали місце на фазі спаду і в мінімумі 11-річних циклів сонячної активності або ж через 2, 3, 4 роки після максимуму індексу рекурентного і максимуму розвитку меридіальних процесів атмосферної циркуляції в травні, червні або листопаді — березні. Сонячна активність створює циклічний фон масових розмножень непарного шовкопряда, причому вона не є рядовим модифікуючим фактором. Регулююча роль активності Сонця виявляється в упорядкуванні потужності впливу інших модифікуючих факторів і надання їм властивої циклічності.
На сонячну зумовленість спалахів масових розмножень комах — шкідників лісу і полезахисних лісових смуг вказував ряд зоологів,,,. Р. В. Наумов систематизував матеріали про спалахи чисельності найголовніших листогризучих шкідників в Ульяновській області за тривалий період і показав їх зв'язок з динамікою сонячної активності. Характерно, що за вказаний час він відзначив 11 спалахів чисельності кільчастого і непарного шовкопрядів, златогузки і зеленої дубової листовійки, причому максимуми спалахів спостерігалися в роки мінімумів сонячної активності. Такий збіг, вважає автор, не є випадковістю (ймовірність випадкового збігу менше 0,0005).
Акридологи О. М. Добрецов (1967, 1970) і Є. П. Курчат (1970) вважають, що між популяційних циклами саранових і сонячними циклами є тісний зв'язок. Так, аналізуючи циклічність спалахів чисельності нестадних саранових в Красноярському краї, О. М. Добрецов прийшов до висновку про зв'язок їх з посухами, які в цьому регіоні припадають в основному на дев'ятий або десятий роки одинадцятирічного сонячного циклу. Є. П. Курчат показав, що максимумам сонячної активності відповідають максимуми спалахів чисельності пустельної сарани — шистоцерки і мінімуми — азійської сарани. Вважаючи доведеним вплив сонячної активності на біосферу, він рекомендує використовувати цей космічний фактор для розробки прогнозів появи саранових.
Із зарубіжних екологів слід назвати Свінтона, він проаналізував масові появи шкідливих саранових в Англії і показав їх збіг з епохами мінімумів сонячної активності. Через чверть століття Зімрот (1908), зіставляючи літературні дані про спалахи чисельності саранових, короїдів, листокруток і термітів, також прийшов до висновку про синхронність популяційних і сонячних циклів.
З циклічністю сонячної активності пов'язували спалахи масових розмножень шкідливих комах Газов (1925), Боденхаймер (1929), Цвельфер (1930), Ейдманн (1931) та інші вчені. Ейдманн (1931) виконав детальні статистичні дослідження багаторічної повторюваності масових розмножень соснового шовкопряда, пильщиків, п'ядуна, соснової совки та інших шкідників лісу в різних регіонах Німеччини за історичний період з 1800 по 1926 рр. Основний висновок автора полягає в тому, що динаміка чисельності зазначених шкідників залежить від періодичних змін клімату, а він, у свою чергу, — від періодичної діяльності нашого світила. У цьому зв'язку максимуми чисельності комах збігаються з максимумами сонячних плям (за рідкісним винятком). Правда, для виявлення циклічності масових розмножень шкідників лісу та їх зв'язку з динамікою сонячної активності названий автор порівнював коливання чисельності сумарно всіх перерахованих комах на території Німеччини. Повидове порівняння, наведене в роботі Ейдманна, показало розбіжність цих процесів. Наприклад, для соснового шовкопряда масові розмноження мали місце в 1801—1808, 1827—1828, 1834—1842 з максимумами в 1833 і 1844—1846 рр., далі в 1855—1872 рр. з максимумом протягом цілого десятиліття (1862—1872), в 1876—1896 і 1899—1910 рр., з максимумами в 1889 і 1905 рр. і, нарешті, в 1914—1920 рр. з максимумом чисельності в 1914 і 1916—1917 рр. Масові розмноження шовкопряда-монашки відзначені в Німеччині в 1801—1809, 1815—1817, 1827—1829, 1835—1842 рр. з максимумами в 1807—1808, 1836, 1837 і 1838 рр., наступні спалахи — в 1853, 1855—1856, 1868—1870, 1873—1879, 1886—1895 рр. (максимуми в 1887, 1889, 1892, 1897—1898, 1901,1905, 1907, 1908, 1911, 1916, 1920 і 1922 рр.). Навіть попередній аналіз градацій окремих видів — шкідників лісу вказує на відсутність циклічності масових розмножень і їх точного збігу з епохами мінімумів або максимумів сонячної активності, більш того, він показав, що спалахи чисельності комах можуть відбуватися в різні роки сонячних циклів. Висновок Ейдманна цілком закономірний, бо динаміка популяцій в ряді випадків синхронізована не з одним — двома, а з декількома циклами, мають різні періоди;, тобто цьому процесу, як і сонячній активності, властива поліциклічність. Саме цей факт є одним з головних аргументів, які висувають опоненти, що заперечують реальність сонячно-екологічних зв'язків масових появів комах.
Так, Томпсон (Thompson, 1956) вважав, що коливання чисельності комах — стохастичний процес, а популяційні цикли їх не залежать від динаміки сонячних плям. Про відсутність правильних періодів в масових розмноження 16 видів шкідливих комах у Європі та спряженості їх зі змінами сонячної активності вказував Карпентер (Carpenter, 1940). Такої ж думки дотримувалися Швердфегер, який детально проаналізував багаторічну динаміку чисельності соснової совки, соснового п'ядуна і соснового шовкопряда, і Франц (Frans, 1941), який вивчав масові розмноження пихтовой листовійки в різних частинах її ареалу. Не поділяли точки зору про зв'язок спалахів чисельності шкідливих комах із сонячною активністю Боденхаймер, Валов (Waloff, 1962) та інші.
Японські екологи Утіда і Міяшита заперечували періодичність масових розмножень шкідливих комах та їх сонячну зумовленість. Особливо показовими є результати досліджень Міяшіти (1963), який виконав детальний аналіз багаторічних (за 60-70 років) змін чисельності 12 видів шкідників сільського та лісового господарства в різних регіонах Японії. Основний висновок цього автора: для більшості видів шкідників спалахи масових розмножень нерегулярні, тривалість їх неоднакова. Виняток становлять стадні саранові, динаміка чисельності яких збігається з багаторічними змінами сонячної активності. Масові розмноження шкідників лісу і динаміка активності Сонця в різних областях Німеччини асинхронні — такий висновок німецького еколога Кліметзека (Klimetzek, 1976).
На наявність циклічності в динаміці популяцій комах як характерний показник закономірного руху цього процесу вказували Барнес (Barnes, 1942), Бальтенсвайлер (Baltensweiler, 1968), Кломп (Klomp, 1966), Варлі та Гредвел (1970). Варлі і Гредвел вважають, що для комах з циклічними змінами чисельності популяцій, фактор, що зумовлює цикли, повинен бути уповільненим, що залежать від щільності популяцій. Так можуть діяти паразити. Проте спостереження, виконані автором на прикладі листокруток, показали, що паразитизм не може бути головною причиною зміни чисельності шкідників. Тому вони вважають, що «… регулярність деяких спалахів становить великий теоретичний інтерес, але інтерпретація цих довготривалих спостережень все частіше в значній мірі залишається предметом роздумів».
Головна причина скепсису, як видається, полягає в невірному методологічному підході до оцінки циклічності динаміки популяцій, що складається в однозначному поясненні цього складного (системного) екологічного процесу, в спробі звести зміни чисельності до одного або кількох середовищних факторів, виділити з них головний, якого, з точки зору системного підходу, бути не може.
Не менш важливою причиною протиріч, наявних в екологічній літературі, є недостатній обсяг інформації про фізичні і динамічні характеристики сонячної активності та її земних проявах, а нерідко і нерозуміння факту про наявність у самоорганізованих систем, якими є популяції, біогеоценози і біосфера, прямих і зворотних зв'язків, що забезпечують ієрархічність, взаємодію, синхронізацію і гомеостаз. Відповідно до сучасних уявлень, між біосферою і Сонцем існує тільки прямий зв'язок. Зворотний зв'язок занадто слабкий, тобто біосфера майже не впливає на зміну сонячній активності, тому цим зв'язком можна знехтувати!
Нарешті, абсолютно справедливі вказівки опонентів на відсутність варіаційно-статистичного аналізу та підтвердження спряженості сонячно-екологічних зв'язків.
У зв'язку з цим, Г. А. Вікторов (1967) писав, що «встановлення зв'язку між коливаннями чисельності та ритмікою сонячної активності вимагає більш ґрунтовних доказів, заснованих на з'ясуванні причинних залежностей, а не на простій констатації циклічності з певним середнім періодом коливань». З ним солідарний Г. А. Новиков (1979) вказував, що «деякі біологи стали робити поспішні висновки, намагаючись» пояснити "впливом змін сонячної активності коливання чисельності найрізноманітніших видів тварин. При цьому використовується досить примітивний спосіб доказу, заснований на окомірному співставленні відповідних графіків ".

Ця обставина викликала, природно, певний скептицизм у частини вітчизняних і зарубіжних екологів навіть в тих випадках, коли сонячно-екологічні зв'язки були встановлені на підставі якісної моделі.
Ситуацію в геліобіології свого часу вдало охарактеризував Ю. І. Вітинський (1983), вказавши, що в даний час скептиків стосовно реальності впливу сонячної активності на біосферу, особливо серед біологів і медиків, поки не менше, ніж прихильників цієї точки зору.

## Основні поняття: періодичність, ритмічність, циклічність
Це якоюсь мірою пояснюється і тим, що нерідко дослідники сонячно — земних зв'язків ототожнюють терміни періодичність, ритмічність і циклічність (Возовик, 1970; Трофимук, Карогодін, 1977). З метою чіткого розмежування цих понять і необхідністю теоретичного обґрунтування закономірностей масових розмножень комах, ми вважали за необхідне в своїх узагальненнях і дослідженнях використовувати терміни і поняття, запропоновані A.A Трофимуком і Ю. Н. Карогодіним (1977). Цитуємо їх дослівно.
- Цикл — закінчений чи незакінчений (перерваний) процес, елементи якого (фази, стадії, етапи і т. д.), слідуючи один за одним або чергуючись, складають єдиний ряд, єдине ціле.

- Циклічність — наявність, існування циклу або циклів у розвитку (або будові) чого-небудь.

- Ритм — закономірне (рівномірне) чергування, проходження (співвідношення) та (або) повторення будь-яких елементів, притаманне розвитку, перебігу будь-якої системи в просторі і в часі.

- Ритмічність — наявність ритму в розвитку (або будові) чого-небудь. Ритм і ритмічність проявляються не тільки в поєднанні, чергуванні і повторенні циклів, але і в самих циклах, всередині них. Не зовсім правильно значення терміна «ритм» зводити тільки до рівномірної повторюваності, періодичності, бо остання, хоча й широко поширена, але всього лише частковий випадок ритмічності. Таким чином, ритм — це найзагальніша властивість організації неживої і живої матерії, а прояви його закономірностей безмежні.

- Період — проміжок часу (або інша міра), протягом якого будь-який процес відбувається (починається, розвивається і закінчується). Отже, період циклу — це проміжок часу, протягом якого він протікає (від його початку до закінчення).

- Періодичність — закономірна (у тому числі рівномірна) повторюваність яких-небудь (закінчених) явищ, процесів (циклів) у часі та (або) в просторі через певні, але обов'язково рівні одиниці будь-якої системи вимірювання. Різниця понять циклу, ритму і періоду автори коротко сформулювали так: цикл — це процес, явище; ритм — його характеристика, внутрішня організація, структура; період — міра (в будь-яких одиницях вимірювання) процесу, явища від початку до кінця.

Така характеристика процесів і явищ, що протікають в неорганічному і органічному світі, багато в чому співзвучна діалектичній концепції розвитку, згідно з якою повторюваність (циклічність) — це необхідна ознака всякого закону, наявність у процесів і явищ внутрішньої закономірності, що носить об'єктивний характер.
Багато вчених вважають, що біологічні процеси і явища циклічні. Циклічність їх пояснюється, з одного боку, постійним впливом зовнішніх космічних факторів, з іншого — автоколиваннями, властивими будь-якій матеріальній системі (Чижевський; В. І. Вернадський; Личков; Блехман; Алякринський, Степанова, Газенко; Ягодинський).
Концепція розвитку і фундаментальний принцип загального закономірного зв'язку та взаємодії в природі дозволяють нині по-новому сприймати багато земних явищ — в них чітко вимальовується «космічний характер» (Голованов, 1986).
Ця концепція виявилася плідною і для екології — системної науки, що вивчає зв'язки і взаємодії надорганізменних біологічних систем різного ієрархічного рівня один з одним, з космічними і геофізичними системами. Вона дозволяє нам розглядати масові розмноження комах, їх багаторічну повторюваність у просторі і в часі як закономірний автохвильовий циклічний процес розвитку, функціонування та перетворення організації популяцій, синхронізованих з циклікою зовнішнього середовища, в якому формувалися еволюційно закріплені механізми популяційного гомеостазу (Анохин, 1979). При цьому синхронізація популяційних, кліматичних та космічних циклів розглядається як один з фундаментальних принципів біологічної організації, який при описі функціонування біосистем не менш важливий, ніж циклічність (Путилов, 1987).